# دانشگاه آکسفورد
دانشگاه آکسفورد (به انگلیسی: University of Oxford) یک دانشگاه تحقیقاتی دولتی در شهر آکسفورد واقع در منطقه آکسفوردشر انگلستان است که قدیمی‌ترین دانشگاه انگلیسی‌زبان جهان به‌شمار ‌می‌رود. با این که تاریخ دقیق تأسیس این دانشگاه هنوز معلوم نیست اما قدیمی‌ترین اسناد باقی‌مانده از گذشته‌ها نشان می‌دهد که از سال ۱۰۹۶ میلادی فرایند آموزش در آکسفورد جریان داشته است. که به همین دلیل، آکسفورد قدیمی‌ترین دانشگاه در منطقه انگلیسی‌زبان و دومین دانشگاه قدیمی فعال در جهان (پس از دانشگاه بولونیا) شناخته شده‌است. رشد آکسفورد زمانی شروع شد که هنری دوم تحصیل دانشجویان انگلیسی را در دانشگاه پاریس ممنوع کرد. هم چنین پس از اختلافی که بین دانشجویان و مسئولان آکسفورد که در سال ۱۲۰۹ پدیدار شد، عده‌ای از کادر آکادمیک این دانشگاه به شهر کمبریج رفته و دانشگاهی را که امروزه به نام دانشگاه کمبریج می‌شناسیم، تأسیس کردند.‌
دانشگاه آکسفورد از مؤسسات و دانشکده‌ها و دپارتمان‌های مختلفی تشکیل شده است. همچنین به‌خاطر اشتراک قدمت و شهرت، این دانشگاه و دانشگاه کمبریج، این دو را آکسبریج می‌نامند.

## تاریخچه

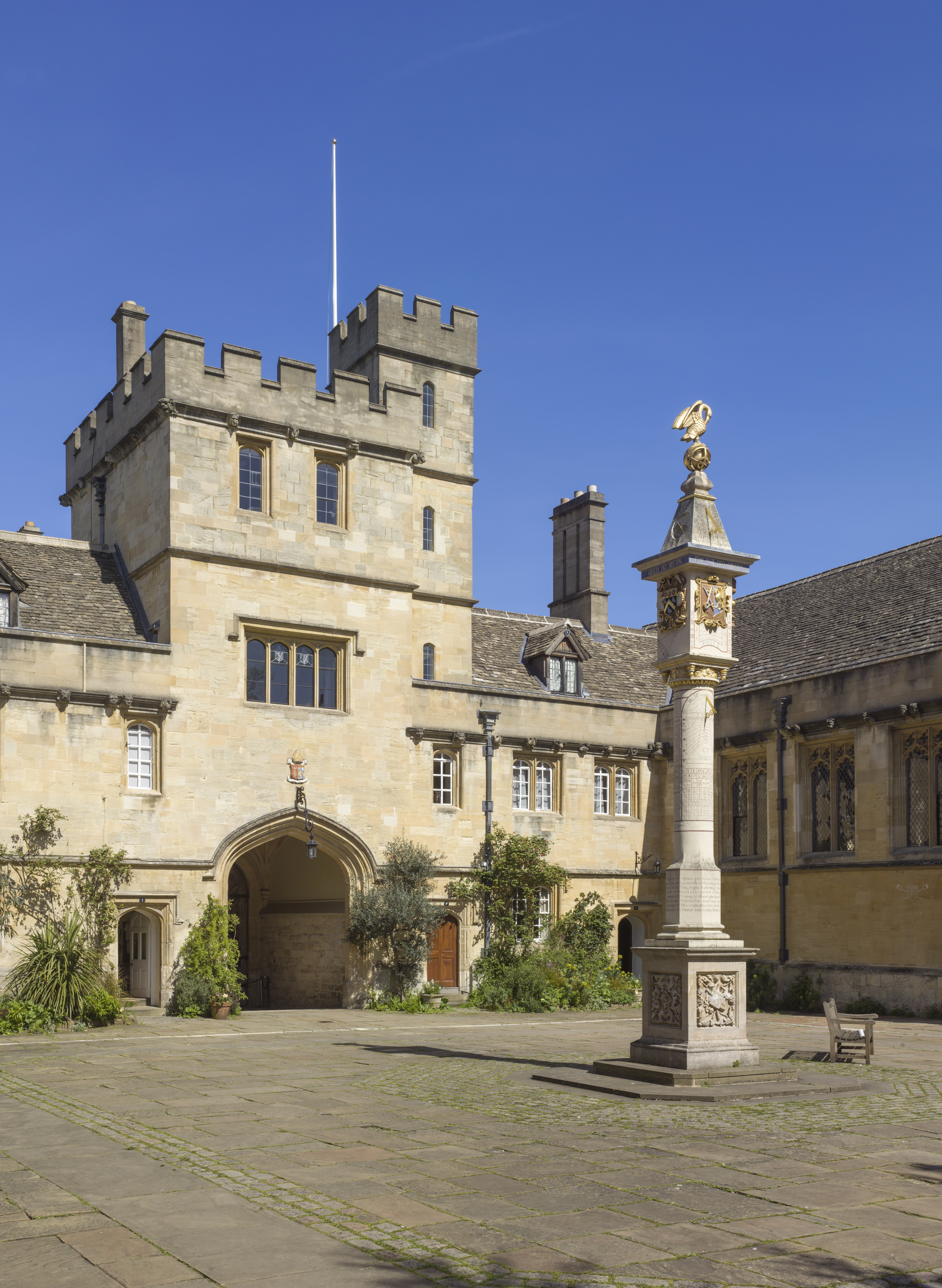
کالج کورپوس کریستی، آکسفورد یکی از کالج‌های تشکیل دهنده دانشگاه آکسفورد در بریتانیا است. این کالج در سال ۱۵۱۷ تأسیس شد و دوازدهمین کالج قدیمی در آکسفورد است.
این کالج که در خیابان مرتون بین کالج مرتون و چرچ مسیح واقع شده است، از نظر جمعیت دانشجویی یکی از کوچک‌ترین کالج‌های آکسفورد است که حدود ۲۵۰ دانشجوی کارشناسی و ۹۰ دانشجوی تحصیلات تکمیلی دارد. قوانین این دانشگاه طبق استانداردهای دانشگاهی آکسفورد است و در سال‌های اخیر به‌طور متوسط در نیمه بالای سیستم رتبه‌بندی غیررسمی دانشگاه، جدول نورینگتون، قرار دارد و در سال‌های ۲۰۰۹–۲۰۱۰ در رتبه دوم قرار داشت.
نقش کالج در ترجمه کتاب مقدس شاه جیمز از نظر تاریخی قابل توجه است. این کالج همچنین برای ساعت آفتابی ستونی در چهارگوش اصلی معروف به ساعت آفتابی پلیکان که در سال ۱۵۸۱ برپا شد، مورد توجه قرار گرفته است. کورپوس در سال‌های اخیر با برنده شدن در چالش دانشگاه در ۹ می ۲۰۰۵ و بار دیگر در ۲۳ فوریه ۲۰۰۹ به شهرت رسید، اگرچه این پیروزی بعداً رد صلاحیت شد.

تاریخ تأسیس دانشگاه آکسفورد تا به امروز یک معمای حل نشده است. طبق اسناد به‌جا مانده ثابت شده که تدریس در این محل از سال ۱۰۹۶ وجود داشته ولی این‌که از چه تاریخی خود دانشگاه به‌وجود آمده تا کنون اطلاعاتی وجود ندارد.
در سال ۱۱۶۷ و در پی اخراج دانشجویان انگلیسی از دانشگاه پاریس، تعداد بسیاری از دانشجویان که در آنجا مشغول به تحصیل بودند به کشور خود بازگشتند و در شهر آکسفورد ساکن شدند. نخستین سخنرانی را برای این گروه از دانشجویان، تاریخدان بریتانیایی، جرالد ولزی در سال ۱۱۸۸ انجام داد و همچنین طی اسناد موجود گفته می‌شود از حدود سال ۱۰۲۱ به مدیر دانشگاه آکسفورد «چنسلر» (مدیر دانشگاه به انگلیسی - Chancellor) می‌گفتند.

### دوران رنسانس
یادگیری جدید رنسانس از اواخر قرن پانزدهم به بعد بر آکسفورد تأثیر زیادی گذاشت. از جمله دانشمندان دانشگاه در آن دوره می‌توان به ویلیام گروسین، که در احیای مطالعات زبان یونانی کمک کرد، و جان کولت، محقق مشهور کتاب مقدس، اشاره کرد.
با اصلاحات انگلیسی و قطع ارتباط با کلیسای کاتولیک رومی، دانشمندان از آکسفورد به اروپای قاره گریختند و به ویژه در دانشگاه دوآی مستقر شدند. روش تدریس در آکسفورد از روش مکتبی قرون وسطایی به آموزش دوره رنسانس تبدیل شد، اگرچه مؤسسات مرتبط با دانشگاه متحمل خسارت زمین و درآمد شدند. شهرت آکسفورد به‌عنوان مرکز یادگیری و دانش‌آموزی در عصر روشنگری کاهش یافت. ثبت نام کاهش یافت و تدریس نادیده گرفته شد.
در سال ۱۶۳۶، ویلیام لاود، صدراعظم و اسقف اعظم کانتربری، اساسنامه دانشگاه را تدوین کرد. اینها تا حد زیادی تا اواسط قرن نوزدهم مقررات حاکم بر آن باقی ماندند. لاود همچنین مسئول اعطای منشوری بود که امتیازاتی را برای انتشارات دانشگاه تضمین می‌کرد و کمک‌های قابل توجهی به کتابخانه بودلیان، کتابخانه اصلی دانشگاه کرد. از ابتدای پیدایش کلیسای انگلستان به عنوان کلیسای تأسیس‌شده تا سال ۱۸۶۶، عضویت در کلیسا برای دریافت مدرک کارشناسی از دانشگاه الزامی بود و «مخالفان» تنها در سال ۱۸۷۱ مجاز به دریافت مدرک کارشناسی ارشد بودند.
دانشگاه در طول جنگ داخلی انگلیس (۱۶۴۲–۱۶۴۹) مرکز حزب سلطنتی بود، در حالی که شهر طرفدار آرمان پارلمانی مخالف بود. با این حال، از اواسط قرن ۱۸ به بعد، دانشگاه در درگیری‌های سیاسی شرکت چندانی نداشت.
کالج Wadham، که در سال ۱۶۱۰ تأسیس شد، کالج کارشناسی سر کریستوفر رن بود. رن بخشی از یک گروه درخشان از دانشمندان تجربی در آکسفورد در دهه ۱۶۵۰ بود، باشگاه فلسفی آکسفورد، که شامل رابرت بویل و رابرت هوک بود. این گروه تحت هدایت سرپرست کالج، جان ویلکینز، جلسات منظمی را در Wadham برگزار کرد و گروه هسته ای را تشکیل داد که در ادامه انجمن سلطنتی را تأسیس کرد.

### تحصیلات زنان
نخستین بار و در سال ۱۸۷۵ بود که اجازه تدریس و آزمون از زنان در دانشگاه آکسفورد حالت رسمی پیدا کرد. در ابتدا چهار دانشکده زنان در سال‌های ۱۸۷۸، ۱۸۷۹، ۱۸۸۶ و ۱۸۹۳ تشکیل شد.
دانشگاه آکسفورد از دانشگاه‌هایی بود که به‌خاطر فقط مردانه بودنش شناخته می‌شد و به‌همین دلیل تا اکتبر ۱۹۲۰ زنان حق عضویت کامل این دانشگاه را نداشتند. همچنین چهار دانشکده فقط مردانه به نام‌های براسنوز، جیزز، وادهام و سنت کاترین جزء نخستین دانشکده‌هایی بودند که شروع به پذیرش زنان نیز کردند.
در سال ۲۰۰۸ نیز تنها دانشکدهٔ تک‌جنسیتی آکسفورد به نام سنت هیلدا که جنسیت پذیرشش فقط زنان بود نیز شروع به پذیرش آقایان کرد که از این سال به بعد تمام کالج‌ها به شکل مختلط درآمد.

### نگارخانه تاریخ آکسفورد
- از قدیمی‌ترین بناهای آکسفورد دانشکده الهیات Christ Church Cathedral است که در سال ۱۱۶۰ تا ۱۲۰۰ میلادی ساخته شد.
- نیو کالج (معروف به کالج سنت ماری) در آکسفورد در سال ۱۳۷۹ میلادی تأسیس شد.
- از دیگر بناهای اولیه دانشگاه آکسفورد University Church of St Mary the Virgin است که در سالیان قرن دوازدهم و سیزدهم میلادی ساخته شد.[۱۲]
- از دیگر ساختمانهای دانشکده الهیات که در سال ۱۴۲۷ میلادی ساخته شد.
- کالج مجدلیه که در سال ۱۴۵۸ میلادی ساخته شد.
- تماشاخانه شلدون تأسیس ۱۶۶۴ میلادی برای مراسمها و سخنرانی‌های دانشگاه.
- کتابخانه ردکلیف کمرا تأسیس ۱۷۴۸ میلادی
- موزه اشمولین تأسیس ۱۶۷۸ میلادی موزه دانشگاه.

## امکانات

### مرکز اصلی
دانشگاه آکسفورد دانشگاهی شهری است. به این معنا که همه‌چیز را یک‌جا ندارد و دانشکده‌ها و دپارتمان‌ها و امکاناتش در سرتاسر شهر پراکنده است.

### کتابخانه
دانشگاه آکسفورد مالک بزرگ‌ترین کتابخانه در سرتاسر بریتانیا است. بیش از ۱۱ میلیون جلد کتاب (شامل ۸۰۰۰۰ نشریه الکترونیکی) در ۳۰ کتابخانه این مجموعه گردآوری شده است.

### موزه
تعدادی موزه و گالری نیز از اموال دانشگاه آکسفورد است. این موزه‌ها و گالری‌ها برای بازدید عموم آزاد است. موزه اشمولین که در این مجموعه قرار دارد، تأسیس سال ۱۶۸۳ بوده و قدیمی‌ترین موزه در بریتانیا و قدیمی‌ترین موزه دانشگاهی در سرتاسر جهان است. در این موزه آثار هنری و باستانی بسیار زیادی از هنرمندان نامی‌ای چون لئوناردو دا وینچی و پیکاسو نگهداری می‌شود.
موزه تاریخ طبیعی آکسفورد نیز از موزه‌های بسیار ارزشمند این مجموعه است که آثاری در مورد جانورشناسی، حشره‌شناسی و زمین‌شناسی را در خود جای داده است.

### پارک
پارک‌های دانشگاه که در منطقهٔ شمال‌شرقی شهر قرار دارند نیز از اموال دانشگاه آکسفورد هستند. این پارک‌ها در طول روز به شکل مجانی به‌روی عموم باز هستند و شامل باغ‌های زیبا و نمایش گیاهان نادر و زیبا می‌شود.

## سازمانی
دانشگاه آکسفورد علاوه‌بر سیستم مدیریت، دارای سیستم دانشکده‌های خود مختار است به این‌گونه که بیش از ۴۰ دانشکده این دانشگاه خودمختار عمل می‌کنند. دانشگاه یک رئیس (به انگلیسی: Chancellor) رسمی دارد که از سال ۲۰۰۳ تاکنون مسئولیتش بر عهدهٔ کریس پاتن است. عنوان ریاست معمولاً تشریفاتی و افتخاری بوده و رئیس دانشگاه در جریان امور روزانه و فعالیت‌ها به شکل ریز و دقیق (که رؤسای سایر دانشگاه‌ها درگیر آن هستند) نیست. رئیس دانشگاه برای خود یک معاون (به انگلیسی: Vice Chancellor) نیز دارد که اندرو همیلتون هم‌اکنون عهده‌دار این سمت است.

### دانشکده‌ها
تمام دانشجویان و بیشتر کادر آکادمیک دانشگاه باید عضو یک دانشکده باشند. دانشگاه آکسفورد ۱۸ دانشکدهٔ مختلف و ۶ مؤسسهٔ آموزشی (زیر مالکیت آکسفورد) دارد که هرکدام از این مراکز دانشجویان و کادر را طبق ساختار داخلی خود کنترل می‌کنند.

### مالی
در سال مالی ۲۰۱۸/۷/۳۱–۲۰۱۷/۸/۱ درآمد سالیانه (به انگلیسی: Annual Income) دانشگاه آکسفورد برابر بود با ۱ میلیارد و ۵۹۲ میلیون پوند انگلیس که از این مقدار ۵۷۹ میلیون پوند آن مربوط به تحقیقات و طرح‌های پژوهشی، ۳۳۲ میلیون پوند مربوط به درآمد تدریس و ۱۸۷ میلیون پوند آن مربوط به درآمدهای آکادمیک دانشگاهی بود. دانشکده‌ها نیز به معمولاً تا ۳۶۱ میلیون پوند برای خود درآمد دارند.

## زندگی دانشجویی

### سنت‌ها
دانشگاه آکسفورد یک دانشگاه تمام شُمول برای ارتقاء سطح دانش دانشجویان در در تمام ادوار تاریخ خود بوده است.

## دانشجویان برجسته
درطول سال‌های فعالیت دانشگاه آکسفورد، خیلی از دانشجویان این دانشگاه موفق به کسب شهرت بسیاری برای خود شدند. به‌عنوان مثال ۴۶ نفر از اشخاصی که تا کنون جایزه نوبل را دریافت کرده‌اند یا دانش‌آموختهٔ این دانشگاه بوده‌اند یا در اینجا تدریس کرده بودند.
۲۶ نخست‌وزیر انگلیس، بیش از ۱۰۰ نفر از اعضای مجلس عوام، بیش از ۵۰ برندهٔ مدال المپیک ورزشی و بیش از ۳۰ نفر از رهبران سیاسی دنیا از دیگر کشورها نیز در بین دانش‌آموختگان این دانشگاه هستند.

### سیاست
بیش از ۱۰۰ فارغ‌التحصیل آکسفورد در سال ۲۰۱۰ به مجلس عوام انتخاب شدند. این شامل رهبر سابق مخالفان، اد ملیبند، و بسیاری از اعضای کابینه و کابینه سایه است. علاوه بر این، بیش از ۱۴۰ آکسونی در مجلس اعیان نشسته‌اند.
حداقل ۳۰ رهبر بین‌المللی دیگر در آکسفورد تحصیل کرده‌اند. این تعداد شامل هارالد پنجم نروژ، عبدالله دوم اردن، ویلیام دوم هلند، پنج نخست‌وزیر استرالیا (جان گورتون، مالکوم فریزر، باب هاوک، تونی ابوت و مالکوم ترنبول)، شش نخست‌وزیر پاکستان (لیاقت علی خان، حسین شهید سهروردی، سرفراز خان نون، ذوالفقار علی بوتو، بی نظیر بوتو و عمران خان)، دو نخست‌وزیر کانادا (لستر بی پیرسون و جان ترنر)، دو نخست‌وزیر هند (مانموهان سینگ و ایندیرا گاندی، گرچه دومی مدرک خود را به پایان نرساند)، نخست‌وزیر سریلانکا (راتانسیری ویکرمانایکه)، نورمن واشینگتن مانلیوف جامائیکا، هیثم بن طارق آل سعید (سلطان عمان) اریک ویلیامز (نخست‌وزیر ترینیداد و توباگو)، پدرو پابلو کوچینسکی (رئیس‌جمهور سابق پرو)، ابحسیت وججاجیوا (نخست‌وزیر سابق تایلند)، و بیل کلینتون (نخستین رئیس‌جمهور ایالات متحده که در آکسفورد حضور داشته است؛ وی به عنوان دانشمند رودز در آنجا شرکت کرده است). آرتور موتامبارا (معاون نخست‌وزیر زیمبابوه)، در ۱۹۹۱ دانش‌آموخته رودز بود. سرتسه خاما، نخستین رئیس‌جمهور بوتسوانا، یک سال را در کالج بالیول گذراند. فستوس موگائه (رئیس‌جمهور سابق بوتسوانا) دانشجوی کالج دانشگاه بود. آنگ سان سوچی، فعال دموکراسی و برنده نوبل برمه، دانشجوی کالج سنت هیوز بود. جیگم خسار نامگیل وانگچاک، دروک گایالپو (پادشاه اژدهای) بوتان، حاکم فعلی، عضوی از کالج سنت پیتر بود. ملاله یوسف زی لیسانس فلسفه، سیاست و اقتصاد را به پایان رساند.

### حقوق
آکسفورد تعداد زیادی از حقوقدانان، قضات و وکلای برجسته در سراسر جهان را فارغ کرده است. لاردز بینگهام و دنینگ که معمولاً به عنوان دو نفوذترین قاضی انگلیسی در تاریخ قانون عمومی شناخته می‌شوند، هر دو در آکسفورد تحصیل کردند. در داخل انگلستان، سه قاضی دیوان عالی کشور تحصیل کرده آکسفورد هستند: رابرت رید (معاون رئیس دیوان عالی کشور)، نیکلاس ویلسون و مایکل بریگز؛ قضات بازنشسته شامل دیوید نوبرگر (رئیس عالی کشور) دادگاه ۲۰۱۲–۲۰۱۷)، جاناتان مانس (معاون رئیس دادگاه عالی ۲۰۱۷–۲۰۱۸)، آلن راجر، جاناتان سامپشن، مارک ساویل، جان دایسون و سایمون براون. دوازده رئیس شورای لرد و نه رئیس دادگستری لرد که در آکسفورد تحصیل کرده‌اند شامل توماس بینگهام، استنلی باک مستر، توماس مور، توماس ولزی، گاوین سیموندز. در میان آنها لئونارد هافمن، کنت دیپلاک، ریچارد ویلبرفورس، جیمز اتکین، سایمون براون، نیکلاس براون-ویلکینسون، رابرت گاف، برایان هاتون، جاناتان مانس، آلن راجر، مارک ساویل، لسلی اسکارمن، یوهان استاین؛ استاد رول‌ها شامل آلفرد دنینگ و ویلفرد گرین هستند.

### ریاضیات و علوم
سه ریاضیدان آکسفورد، مایکل عطیه، دانیل کوئلین و سیمون دونالدسون، مدال فیلدز را کسب کرده‌اند که اغلب «جایزه نوبل ریاضیات» نامیده می‌شود. اندرو وایلز، که آخرین قضیه فرما را اثبات کرد، در آکسفورد تحصیل کرده و در حال حاضر استاد رجیوس و استاد تحقیقات انجمن سلطنتی در ریاضیات در آکسفورد است. دانشگاه استیون ولفرام طراح ارشد ریاضیات در دانشگاه، به همراه تیم برنرز لی، مخترع شبکه جهانی وب، مخترع مدل رابطه ای داده‌ها و تونی هوره، پیشگام و مخترع زبانهای برنامه‌نویسی کویکسورت در ن دانشگاه تحصیل کرده‌اند.

این دانشگاه با یازده برنده جایزه نوبل شیمی، پنج نفر در فیزیک و شانزده نفر در پزشکی مرتبط است.

### ادبیات، موسیقی و هنر پیشگی
نویسندگان مرتبط با آکسفورد عبارتند از را بریتین بایت، لوئیس کارول، پنلوپه فیتزجرالد، جان فاولز، تئودور گیزل، رابرت گریوز، گراهام گرین، جوزف هلر، هفت شاعر برنده جایزه: توماس وارتون، هنری جیمز، رابرت ساوتی، رابرت بریجز، سیسیل دی لوئیس، سر جان بتجمن، و اندرو موندشاین.
آهنگسازان هوبرت پری، جورج باترورث، جان تاونر، ویلیام والتون، جیمز ویتبورن و اندرو لوید وبر همه با این دانشگاه درگیر بوده‌اند.
بازیگران هیو گرانت، کیت بکینسیل، رزمند پایک، فلیسیتی جونز، جما چان، دادلی مور، از دانشگاه آکسفورد فارغ‌التحصیل شدند.

### ورزش
سر راجر گیلبرت بنیستر که در کالج ووستر و کالج مرتون بوده است که نخستین مایل زیر ۴ دقیقه را در آکسفورد دوید.
حدود ۱۵۰ برنده مدال المپیک با دانشگاه ارتباطات علمی دارند، از جمله سر متیو پینسنت که قایقران مدال طلای چهار برابر را به‌دست‌آورد.